# Demokratische Organisation des Oromovolkes
Die Demokratische Organisation des Oromovolkes (oromiffa: Dhaabbata Demokraatawaa Ummata Oromo, amharisch የኦሮሞ ህዝቦች ዴሞክራሲያዊ ድርጅት Yä-Oromo Hizbočč Demokrasiyawi Dərəǧǧət ኦህዴድ; Abkürzung O.P.D.O bzw. OPDO), ab dem 20. September 2018 Demokratische Partei der Oromos (ODP), war eine ethnisch fundierte politische Partei in Äthiopien, welche mit drei weiteren ethnisch-basierten Parteien (darunter die Volksbefreiungsfront von Tigray) die bis 2019 regierende Koalition der Revolutionären Demokratischen Front der Äthiopischen Völker (EPRDF) bildete.

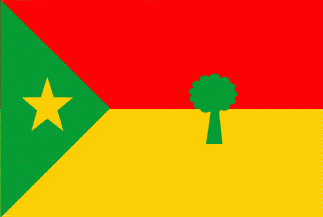
Flagge der OPDO bzw. OPD

Die Partei hatte eine demokratisch-sozialistische und sozialdemokratische Ideologie. Sie setzte sich zudem für das Selbstbestimmungsrecht des Volkes der Oromo ein. Das Hauptquartier der Partei befand sich in Addis Abeba. Der Parteivorsitzende war Ato Abadula Gemeda, der Generalsekretär Kuma Demeksa, welcher zugleich auch Gründungsmitglied der Partei ist.
Am 1. Dezember 2019 schloss sich die Partei mit der Amhara-Demokratischen Partei und der Demokratischen Bewegung der Südäthiopischen Völker zur neuen Wohlstandspartei zusammen.

## Einfluss
Die Demokratische Organisation des Oromovolkes hatte insgesamt etwa 750.000 Mitglieder. Bei den äthiopischen Parlamentswahlen am 15. Mai 2005 trat die Partei als Teil der Wahlallianz Revolutionäre Demokratische Front der Äthiopischen Völker an, welche 327 der 527 Sitze im Volksrepräsentantenhaus gewann. Die Demokratische Organisation des Oromovolkes selbst erhielt davon insgesamt 110 Sitze, von welchen 74 an Männer und 36 an Frauen vergeben wurden.
Bei den Wahlen zu den Regionalparlamenten im August 2005, gewann die Partei 387 der 537 Sitze des Regionalparlaments in Oromia, und 14 der 36 Sitze in der Region Harar. Seitdem stellt die OPDO die Regionalregierung in der Region Oromia, wo die Oromo die Titularnation stellen.
Bei den äthiopischen Nachwahlen 2008 gewann die Demokratische Organisation des Oromovolkes 23 zusätzliche Sitze im Regionalparlament Oromias, bei den Wahlen zum Volksrat der Kebeles gewann die Partei 613 Sitze für 108 Kebeles.
Die Demokratische Organisation des Oromovolkes war in ihrer Regierungszeit in der Region Oromia in zahlreiche Korruptionsskandale verwickelt. Besonders der Generalsekretär Kuma Demeksa wurde mit Nepotismus und anderen antidemokratischen Praktiken in Verbindung gebracht. Die in Äthiopien illegale Oromo-Befreiungsfront kämpft daher als Rebellenorganisation gegen die OPDO-Regierung und beansprucht die Vertretung der Oromo für sich.

## Geschichte
Gegründet wurde die Demokratische Organisation des Oromovolkes im Jahre 1989 von der damaligen Rebellengruppe Volksbefreiungsfront von Tigray aus Oromo-Mitgliedern der Äthiopischen Nationaldemokratischen Bewegung und Oromo-Kriegsgefangenen, nachdem es zu Spannungen zwischen der EPRDF und der Oromo-Befreiungsfront gekommen war. Das offizielle Gründungsdatum ist der 27. März 1990.
Zunächst eine schwache Organisation, konnte die OPDO mithilfe der EPRDF nach und nach dennoch militärische Erfolge gegen das damals herrschende Regime der kommunistischen Arbeiterpartei Äthiopiens erzielen.
Einen starken Mitgliederzuwachs bekam die OPDO ab 1991, besonders in den Provinzen Wollo und Shewa, die von der EPRDF kontrolliert wurden und in welchen das Volk der Oromo eine signifikante Mehrheit bildete.
Der vierte Parteitag der OPDO wurde am 23. Februar 2006 in Nazret abgehalten. Die OPDO hatte als Oromo-Ableger der EPRDF-Zentralregierung weiterhin die uneingeschränkte Macht in der Region.
Am 27. März 2010 feierte die Demokratische Organisation des Oromovolkes den 20. Jahrestag der Gründung der Partei in den Städten Addis Abeba, Jimma, Harar und Sheno. Die Organisation hob die Rolle der Partei in Kampf gegen die Derg-Regierung bis 1987 hervor. Zudem setzte man sich heute für den Kampf gegen den Chauvinismus in Äthiopien ein und verteidige die demokratische Einheit Äthiopiens gegen die Kräfte des Bösen.